# Albo d'oro della quarta divisione inglese di calcio
Questa pagina raccoglie l'elenco delle squadre vincitrici della quarta divisione inglese di calcio (precedentemente Fourth Division dal 1958-59 al 1991-92, Football League Third Division dal 1992-93 al 2002-03 e Football League Two dal 2004-05) e delle altre promosse in Third Division, Football League Second Division e Fooball League One.

## Albo d'oro

### Fourth Division (1959-1992)
| Edizione | Stagione | 1º classificato                    | 2º classificato   | 3º classificato   | 4º classificato      |
| -------- | -------- | ---------------------------------- | ----------------- | ----------------- | -------------------- |
| 1ª       | 1958–59  | Port Vale (1º titolo)              | Coventry City     | York City         | Shrewsbury Town      |
| 2ª       | 1959–60  | Walsall (1º titolo)                | Notts County      | Torquay United    | Watford              |
| 3ª       | 1960–61  | Peterborough United (1º titolo)    | Crystal Palace    | Northampton Town  | Bradford Park Avenue |
| 4ª       | 1961–62  | Millwall (1º titolo)               | Colchester United | Wrexham           | Carlisle United      |
| 5ª       | 1962–63  | Brentford (1º titolo)              | Oldham Athletic   | Crewe Alexandra   | Mansfield Town       |
| 6ª       | 1963–64  | Gillingham (1º titolo)             | Carlisle United   | Workington        | Exeter City          |
| 7ª       | 1964–65  | Brighton & Hove Albion (1º titolo) | Millwall          | York City         | Oxford United        |
| 8ª       | 1965–66  | Doncaster Rovers (1º titolo)       | Darlington        | Torquay United    | Colchester United    |
| 9ª       | 1966–67  | Stockport County (1º titolo)       | Southport         | Barrow            | Tranmere Rovers      |
| 10ª      | 1967–68  | Luton Town (1º titolo)             | Barnsley          | Hartlepool United | Crewe Alexandra      |
| 11ª      | 1968–69  | Doncaster Rovers (2º titolo)       | Halifax Town      | Rochdale          | Bradford City        |
| 12ª      | 1969–70  | Chesterfield (1º titolo)           | Wrexham           | Swansea City      | Port Vale            |
| 13ª      | 1970–71  | Notts County (1º titolo)           | Bournemouth       | Oldham Athletic   | York City            |
| 14ª      | 1971–72  | Grimsby Town (1º titolo)           | Southend United   | Brentford         | Scunthorpe United    |
| 15ª      | 1972–73  | Southport (1º titolo)              | Hereford United   | Cambridge United  | Aldershot            |
| 16ª      | 1973–74  | Peterborough United (2º titolo)    | Gillingham        | Colchester United | Bury                 |
| 17ª      | 1974–75  | Mansfield Town (1º titolo)         | Shrewsbury Town   | Rotherham United  | Chester              |
| 18ª      | 1975–76  | Lincoln City (1º titolo)           | Northampton Town  | Reading           | Tranmere Rovers      |
| 19ª      | 1976–77  | Cambridge United (1º titolo)       | Exeter City       | Colchester United | Bradford City        |
| 20ª      | 1977–78  | Watford (1º titolo)                | Southend United   | Swansea City      | Brentford            |
| 21ª      | 1978–79  | Reading (1º titolo)                | Grimsby Town      | Wimbledon FC      | Barnsley             |
| 22ª      | 1979–80  | Huddersfield Town (1º titolo)      | Walsall           | Newport County    | Portsmouth           |
| 23ª      | 1980–81  | Southend United (1º titolo)        | Lincoln City      | Doncaster Rovers  | Wimbledon FC         |
| 24ª      | 1981–82  | Sheffield United (1º titolo)       | Bradford City     | Wigan Athletic    | Bournemouth          |
| 25ª      | 1982–83  | Wimbledon FC (1º titolo)           | Hull City         | Port Vale         | Scunthorpe United    |
| 26ª      | 1983–84  | York City (1º titolo)              | Doncaster Rovers  | Reading           | Bristol City         |
| 27ª      | 1984–85  | Chesterfield (2º titolo)           | Blackpool         | Darlington        | Bury                 |
| 28ª      | 1985–86  | Swindon Town (1º titolo)           | Chester           | Mansfield Town    | Port Vale            |

| Edizione | Stagione | 1º classificato                     | 2º classificato   | 3º classificato  | Vincitore play off |
| -------- | -------- | ----------------------------------- | ----------------- | ---------------- | ------------------ |
| 29ª      | 1986–87  | Northampton Town (1º titolo)        | Preston North End | Southend United  | Aldershot          |
| 30ª      | 1987–88  | Wolverhampton Wanderers (1º titolo) | Cardiff City      | Bolton Wanderers | Swansea City       |
| 31ª      | 1988–89  | Rotherham United (1º titolo)        | Tranmere Rovers   | Crewe Alexandra  | Leyton Orient      |
| 32ª      | 1989–90  | Exeter City (1º titolo)             | Grimsby Town      | Southend United  | Cambridge United   |

| Edizione | Stagione | 1º classificato        | 2º classificato  | 3º classificato   | 4º classificato     | Vincitore play off |
| -------- | -------- | ---------------------- | ---------------- | ----------------- | ------------------- | ------------------ |
| 33ª      | 1990–91  | Darlington (1º titolo) | Stockport County | Hartlepool United | Peterborough United | Torquay United     |

| Edizione | Stagione | 1º classificato     | 2º classificato  | 3º classificato | Vincitore play off |
| -------- | -------- | ------------------- | ---------------- | --------------- | ------------------ |
| 34ª      | 1991–92  | Burnley (1º titolo) | Rotherham United | Mansfield Town  | Blackpool          |

### Football League Third Division (1993-2004)
| Edizione | Stagione | 1º classificato             | 2º classificato | 3º classificato | Vincitore play off |
| -------- | -------- | --------------------------- | --------------- | --------------- | ------------------ |
| 35ª      | 1992–93  | Cardiff City (1º titolo)    | Wrexham         | Barnet          | York City          |
| 36ª      | 1993–94  | Shrewsbury Town (1º titolo) | Chester City    | Crewe Alexandra | Wycombe Wanderers  |

| Edizione | Stagione | 1º classificato             | 2º classificato | Vincitore play off |
| -------- | -------- | --------------------------- | --------------- | ------------------ |
| 37ª      | 1994–95  | Carlisle United (1º titolo) | Walsall         | Chesterfield       |

| Edizione | Stagione | 1º classificato                    | 2º classificato   | 3º classificato  | Vincitore play off  |
| -------- | -------- | ---------------------------------- | ----------------- | ---------------- | ------------------- |
| 38ª      | 1995–96  | Preston North End (1º titolo)      | Gillingham        | Bury             | Plymouth Argyle     |
| 39ª      | 1996–97  | Wigan Athletic (1º titolo)         | Fulham            | Carlisle United  | Northampton Town    |
| 40ª      | 1997–98  | Notts County (2º titolo)           | Macclesfield Town | Lincoln City     | Colchester United   |
| 41ª      | 1998–99  | Brentford (2º titolo)              | Cambridge United  | Cardiff City     | Scunthorpe United   |
| 42ª      | 1999–00  | Swansea City (1º titolo)           | Rotherham United  | Northampton Town | Peterborough United |
| 43ª      | 2000–01  | Brighton & Hove Albion (2º titolo) | Cardiff City      | Chesterfield     | Blackpool           |
| 44ª      | 2001–02  | Plymouth Argyle (1º titolo)        | Luton Town        | Mansfield Town   | Cheltenham Town     |
| 45ª      | 2002–03  | Rushden & Diamonds (1º titolo)     | Hartlepool United | Wrexham          | Bournemouth         |
| 46ª      | 2003–04  | Doncaster Rovers (3º titolo)       | Hull City         | Torquay United   | Huddersfield Town   |

### Football League Two (dal 2004-2005)
| Edizione | Stagione | 1º classificato                 | 2º classificato     | 3º classificato    | Vincitore play off   |
| -------- | -------- | ------------------------------- | ------------------- | ------------------ | -------------------- |
| 47ª      | 2004–05  | Yeovil Town (1º titolo)         | Scunthorpe United   | Swansea City       | Southend United      |
| 48ª      | 2005–06  | Carlisle United (2º titolo)     | Northampton Town    | Leyton Orient      | Cheltenham Town      |
| 49ª      | 2006–07  | Walsall (2º titolo)             | Hartlepool United   | Swindon Town       | Bristol Rovers       |
| 50ª      | 2007–08  | Milton Keynes Dons (1º titolo)  | Peterborough United | Hereford United    | Stockport County     |
| 51ª      | 2008–09  | Brentford (3º titolo)           | Exeter City         | Wycombe Wanderers  | Gillingham           |
| 52ª      | 2009–10  | Notts County (3º titolo)        | Bournemouth         | Rochdale           | Dagenham & Redbridge |
| 53ª      | 2010–11  | Chesterfield (3º titolo)        | Bury                | Wycombe Wanderers  | Stevenage            |
| 54ª      | 2011–12  | Swindon Town (2º titolo)        | Shrewsbury Town     | Crawley Town       | Crewe Alexandra      |
| 55ª      | 2012–13  | Gillingham (2º titolo)          | Rotherham United    | Port Vale          | Bradford City        |
| 56ª      | 2013–14  | Chesterfield (4º titolo)        | Scunthorpe United   | Rochdale           | Fleetwood Town       |
| 57ª      | 2014–15  | Burton Albion (1º titolo)       | Shrewsbury Town     | Bury               | Southend United      |
| 58ª      | 2015–16  | Northampton Town (2º titolo)    | Oxford United       | Bristol Rovers     | AFC Wimbledon        |
| 59ª      | 2016–17  | Portsmouth (1º titolo)          | Plymouth Argyle     | Doncaster Rovers   | Blackpool            |
| 60ª      | 2017–18  | Accrington Stanley (1º titolo)  | Luton Town          | Wycombe Wanderers  | Coventry City        |
| 61ª      | 2018–19  | Lincoln City (2º titolo)        | Bury                | Milton Keynes Dons | Tranmere Rovers      |
| 62ª      | 2019–20  | Swindon Town (3º titolo)        | Crewe Alexandra     | Plymouth Argyle    | Northampton Town     |
| 63ª      | 2020–21  | Cheltenham Town (1º titolo)     | Cambridge United    | Bolton Wanderers   | Morecambe            |
| 64ª      | 2021–22  | Forest Green Rovers (1º titolo) | Exter City          | Bristol Rovers     | Port Vale            |
| 65ª      | 2022–23  | Leyton Orient (1º titolo)       | Stevenage           | Northampton Town   | Carlisle United      |
| 66ª      | 2023–24  | Stockport County (2º titolo)    |                     |                    |                      |

## Dati statistici

### Vittorie per squadra
| Club                    | Vittorie | Stagioni                           |
| ----------------------- | -------- | ---------------------------------- |
| Chesterfield            | 4        | 1969–70, 1984–85, 2010-11, 2013–14 |
| Brentford               | 3        | 1962–63, 1998–99, 2008–09          |
| Doncaster Rovers        | 3        | 1965–66, 1968–69, 2003–04          |
| Notts County            | 3        | 1970–71, 1997–98, 2009–10          |
| Swindon Town            | 3        | 1985–86, 2011–12, 2019–20          |
| Brighton & Hove Albion  | 2        | 1964–65, 2000–01                   |
| Carlisle United         | 2        | 1994–95, 2005–06                   |
| Gillingham              | 2        | 1963–64, 2012–13                   |
| Lincoln City            | 2        | 1975–76, 2018–19                   |
| Northampton Town        | 2        | 1986–87, 2015–16                   |
| Peterborough United     | 2        | 1960–61, 1973–74                   |
| Stockport County        | 2        | 1966–67, 2023-24                   |
| Walsall                 | 2        | 1959–60, 2006–07                   |
| Accrington Stanley      | 1        | 2017–18                            |
| AFC Wimbledon           | 1        | 1982–83                            |
| Burnley                 | 1        | 1991–92                            |
| Burton Albion           | 1        | 2014–15                            |
| Cambridge United        | 1        | 1976–77                            |
| Cardiff City            | 1        | 1992–93                            |
| Cheltenham Town         | 1        | 2020–21                            |
| Darlington              | 1        | 1990–91                            |
| Exeter City             | 1        | 1989–90                            |
| Forest Green Rovers     | 1        | 2021–22                            |
| Grimsby Town            | 1        | 1971–72                            |
| Huddersfield Town       | 1        | 1979–80                            |
| Leyton Orient           | 1        | 2022–23                            |
| Luton Town              | 1        | 1967–68                            |
| Mansfield Town          | 1        | 1974–75                            |
| Millwall                | 1        | 1961–62                            |
| Milton Keynes Dons      | 1        | 2007–08                            |
| Plymouth Argyle         | 1        | 2001–02                            |
| Port Vale               | 1        | 1958–59                            |
| Portsmouth              | 1        | 2016–17                            |
| Preston North End       | 1        | 1995–96                            |
| Reading                 | 1        | 1978–79                            |
| Rotherham United        | 1        | 1988–89                            |
| Rushden & Diamonds      | 1        | 2002–03                            |
| Sheffield United        | 1        | 1981–82                            |
| Shrewsbury Town         | 1        | 1993–94                            |
| Southend United         | 1        | 1980–81                            |
| Southport               | 1        | 1972–73                            |
| Swansea City            | 1        | 1999–00                            |
| Watford                 | 1        | 1977–78                            |
| Wigan Athletic          | 1        | 1996–97                            |
| Wolverhampton Wanderers | 1        | 1987–88                            |
| Yeovil Town             | 1        | 2004–05                            |
| York City               | 1        | 1983–84                            |

### Promozioni per squadra
- 9 volte: Northampton Town
- 7 volte: Southend United
- 6 volte: Bury, Carlisle United, Chesterfield, Crewe Alexandra, Doncaster Rovers, Port Vale
- 5 volte: Brentford, Cambridge United, Colchester United, Exeter City, Gillingham, Mansfield Town, Rotherham United, Scunthorpe United, Shrewsbury Town, Swansea City, York City
- 4 volte: AFC Wimbledon[2], Blackpool, Bournemouth[3], Cardiff City, Hartlepool United, Lincoln City, Notts County, Peterborough United, Plymouth Argyle, Stockport County, Swindon Town, Torquay United, Tranmere Rovers, Walsall, Wycombe Wanderers, Wrexham
- 3 volte: Bradford City, Bristol Rovers, Cheltenham Town, Chester City[4], Darlington, Grimsby Town, Leyton Orient, Luton Town, Reading, Rochdale
- 2 volte: Aldershot, Barnsley, Bolton Wanderers, Brighton & Hove Albion, Coventry City, Hereford United, Hull City, Huddersfield Town, Milton Keynes Dons, Millwall, Oldham Athletic, Oxford United, Portsmouth, Preston North End, Southport, Stevenage, Watford, Wigan Athletic
- 1 volta: Accrington Stanley, Barnet, Barrow, Bradford Park Avenue, Bristol City, Burnley, Burton Albion, Crawley Town, Crystal Palace, Dagenham & Redbridge, Fleetwood Town, Forest Green Rovers, Fulham, Halifax Town, Macclesfield Town, Morecambe, Newport County, Rushden & Diamonds, Sheffield United, Wolverhampton Wanderers, Workington, Yeovil Town

### Vittorie e piazzamenti
| Squadra            | 1° | 2° | 3° | Tot. |
| ------------------ | -- | -- | -- | ---- |
| Chesterfield       | 4  | /  | 2  | 6    |
| Doncaster          | 3  | 1  | 2  | 6    |
| Notts County       | 3  | 1  | /  | 4    |
| Brentford          | 3  | /  | 1  | 4    |
| Swindon Town       | 3  | /  | 1  | 4    |
| Northampton Town   | 2  | 2  | 3  | 7    |
| Gillingham         | 2  | 2  | /  | 4    |
| Walsall            | 2  | 2  | /  | 4    |
| Carlisle Utd       | 2  | 1  | 1  | 4    |
| Lincoln City       | 2  | 1  | 1  | 4    |
| Peterborough Utd   | 2  | 1  | /  | 3    |
| Stockport County   | 2  | 1  | /  | 3    |
| Brighton           | 2  | /  | /  | 2    |
| Rotherham Utd      | 1  | 3  | 1  | 5    |
| Exeter City        | 1  | 3  | /  | 4    |
| Shrewsbury Town    | 1  | 3  | /  | 4    |
| Cambridge Utd      | 1  | 2  | 1  | 4    |
| Cardiff City       | 1  | 2  | 1  | 4    |
| Grimsby Town       | 1  | 2  | /  | 3    |
| Luton Town         | 1  | 2  | /  | 3    |
| Southend Utd       | 1  | 2  | /  | 3    |
| Darlington         | 1  | 1  | 1  | 3    |
| Plymouth           | 1  | 1  | 1  | 3    |
| Millwall           | 1  | 1  | /  | 2    |
| Preston N.E.       | 1  | 1  | /  | 2    |
| Southport          | 1  | 1  | /  | 2    |
| Mansfield Town     | 1  | /  | 3  | 4    |
| Swansea City       | 1  | /  | 3  | 4    |
| Port Vale          | 1  | /  | 2  | 3    |
| Reading            | 1  | /  | 2  | 3    |
| Rushden & Diamonds | 1  | /  | 2  | 3    |
| York City          | 1  | /  | 2  | 3    |
| AFC Wimbledon      | 1  | /  | 1  | 2    |
| Leyton Orient      | 1  | /  | 1  | 2    |
| MK Dons            | 1  | /  | 1  | 2    |
| Wigan              | 1  | /  | 1  | 2    |
| Accrington Stanley | 1  | /  | /  | 1    |
| Burnley            | 1  | /  | /  | 1    |
| Burton Albion      | 1  | /  | /  | 1    |
| Forest Green       | 1  | /  | /  | 1    |
| Cheltenham Town    | 1  | /  | /  | 1    |
| Huddersfield Town  | 1  | /  | /  | 1    |
| Portsmouth         | 1  | /  | /  | 1    |
| Sheffield Utd      | 1  | /  | /  | 1    |
| Watford            | 1  | /  | /  | 1    |
| Wolverhampton      | 1  | /  | /  | 1    |
| Yeovil Town        | 1  | /  | /  | 1    |
| Bury               | /  | 2  | 2  | 4    |
| Hartlepool Utd     | /  | 2  | 2  | 4    |
| Wrexham            | /  | 2  | 2  | 4    |
| Bournemouth        | /  | 2  | /  | 2    |
| Chester City       | /  | 2  | /  | 2    |
| Hull City          | /  | 2  | /  | 2    |
| Scunthorpe Utd     | /  | 2  | /  | 2    |
| Crewe Alexandra    | /  | 1  | 3  | 4    |
| Colchester Utd     | /  | 1  | 2  | 3    |
| Hereford Utd       | /  | 1  | 1  | 2    |
| Oldham Athletic    | /  | 1  | 1  | 2    |
| Barnsley           | /  | 1  | /  | 1    |
| Blackpool          | /  | 1  | /  | 1    |
| Bradford City      | /  | 1  | /  | 1    |
| Coventry City      | /  | 1  | /  | 1    |
| Crystal Palace     | /  | 1  | /  | 1    |
| Fulham             | /  | 1  | /  | 1    |
| Halifax Town       | /  | 1  | /  | 1    |
| Macclesfield Town  | /  | 1  | /  | 1    |
| Oxford Utd         | /  | 1  | /  | 1    |
| Stevenage          | /  | 1  | /  | 1    |
| Tranmere           | /  | 1  | /  | 1    |
| Rochdale           | /  | /  | 3  | 3    |
| Torquay Utd        | /  | /  | 3  | 3    |
| Wycombe            | /  | /  | 3  | 3    |
| Bolton             | /  | /  | 2  | 2    |
| Bristol Rovers     | /  | /  | 2  | 2    |
| Barnet             | /  | /  | 1  | 1    |
| Barrow             | /  | /  | 1  | 1    |
| Crawley Town       | /  | /  | 1  | 1    |
| Newport County     | /  | /  | 1  | 1    |
| Workington         | /  | /  | 1  | 1    |